# Каня, Эмануэль
Эмануэ́ль Ка́ня (пол. Emanuel Kania, 26 марта 1827, Ушюц, Пруссия — 16 марта 1887, Варшава, Царство Польское, Российская империя) — польский композитор, пианист, органист и музыкальный критик.

## Биография
Эмануэль Каня родился 26 марта 1827 года в селе Ушюц (сегодня Ушице, Опольское воеводство, Польша).
Получил музыкальное образование в Бреслау у пианиста и изготовителя фортепиано Карла Шнабеля. Как пианист давал концерты в городах Польши и Европы, а также преподавал игру на фортепиано. Работал органистом во вроцлавской церкви святого Матфея.
В 1853 году Каня поселился в Варшаве. В 1869 году стал профессором Музыкального института. Занимался музыкальной критикой и рецензией музыкальных произведений, которые публиковал в журналах «Ежедневный курьер» и «Колосья».
Скончался 16 марта 1887 года и был похоронен на варшавском кладбище «Повонзки».

## Творчество
Как композитор Каня находился под влиянием творчества Фредерика Шопена. Большинство его сочинений — салонные пьесы для фортепиано и песни. Его произведения пользовались успехом и многократно издавались, однако после Первой мировой войны он, как и другие «малые» композиторы-романтики, был забыт.
Сохранилось несколько сочинений в крупной форме (ни одно из них не было опубликовано): комическая опера «Домашний барабан» (на либретто Яна Грегоровича; поставлена в 1860), соната для фортепиано и виолончели, а также трио для фортепиано, скрипки и виолончели. Последние два были записаны. Ноты сонаты были изданы в 2014 году.

## Важнейшие сочинения
- «Домашний барабан» (Werbel domowy), народная комедия с пением, в одном действии (перв. пост. 1860)
- Трио для фортепиано, скрипки и виолончели g-moll (1867?)
- Соната для фортепиано и виолончели a-moll (1867?)
- Произведения для фортепиано:
  - Три характеристических этюда (Вечер, Ночь, Утро), соч. 6 (опубл. ок. 1865)
  - Три вечерних размышления, соч. 9
  - Четыре салонных вальса, соч. 21, 26 и 39
  - Два вальса-экспромта, соч. 40 и 49
  - Четыре ноктюрна
  - «Лирический альбом», соч. 50 (переложения песен для фортепиано в четыре руки; опубл. 1883)

## Память
- Мемориальная табличка на стене церкви святого Матфея во Вроцлаве.
- Именем Эмануэля Кани названа начальная школа в селе Ушице.

## Записи
- Emanuel Kania. Sonata for cello and piano. Piano trio (фортепиано — Иоанна Лаврынович; скрипка — Анджей Гембский; виолончель — Анджей Врубель). — Acte Préalable[англ.] AP0169.